# ارباب حلقه‌ها: حلقه‌های قدرت (فصل ۱)
فصل نخست مجموعه تلویزیونی فانتزی آمریکایی ارباب حلقه‌ها: حلقه‌های قدرت بر پایهٔ تاریخ سرزمین میانه اثر جی. آر. آر. تالکین است که عمدتاً از ضمائم رمان ارباب حلقه‌ها تشکیل شده است. این فصل که هزاران سال پیش از این رمان در عصر دوم سرزمین میانه جریان دارد، ظهور فرمانروای تاریکی سائورون و ساخت نخستین حلقه‌های قدرت را به تصویر می‌کشد. این مجموعه توسط استودیوهای آمازون با همکاری نیو لاین سینما ساخته شد.جی.دی. پین و پاتریک مک‌کی به‌عنوان شورانر در این فصل مشغول به کار بودند.
آمازون حقوق تلویزیونی ارباب حلقه‌ها را در نوامبر ۲۰۱۷ به دست آورد. پین و مک‌کی قرار بود در ژوئیه ۲۰۱۸ سریال را توسعه دهند. آنها قصد داشتند این مجموعه با وجود جدا بودن از هم، از نظر بصری با فیلم‌های ارباب حلقه‌ها و هابیت ساختهٔ پیتر جکسون سازگار باشد. گروه بازیگران بزرگی در سطح بین‌المللی استخدام شد و هر یک از فرهنگ‌های سرزمین میانه از طریق طراحی‌ها، گویش‌ها، موسیقی و غیره تعریف شد. فیلم‌برداری در فوریه ۲۰۲۰ آغاز شد، اما در مارس به دلیل دنیاگیری کووید-۱۹ متوقف شد. ساخت قسمت‌ها با کارگردانی خوان آنتونیو بایونا، وین چه ییپ و شارلوت برندستروم در سپتامبر از سر گرفته شد. مراحل تولید در نیوزیلند صورت گرفت؛ جایی که مجموعه فیلم‌ها تولید شده بودند. فیلمبرداری در اوت ۲۰۲۱ به پایان رسید. شرکت جلوه‌های ویژه وتا ورکشاپ و عرضه‌کنندهٔ جلوه‌های بصری وتا اف‌ایکس از فیلم‌ها بازگشتند تا روی این فصل کار کنند.
دو قسمت نخست این فصل در ۱ سپتامبر ۲۰۲۲ در سرویس استریم آمازون پرایم ویدئو پخش شدند. پیش‌تر یک کمپین بازاریابی ایجاد شد که سعی داشت اعتماد طرفداران ناراضی تالکین را را جلب کند. شش قسمت دیگر تا ۱۴ اکتبر به صورت هفتگی پخش شدند. آمازون گفت که این فصل پربیننده‌ترین فصل در میان سریال‌های اصلی پرایم ویدئو بوده است و شرکت‌های تجزیه و تحلیل دیگر نیز بینندگان آن را بالا تخمین زده‌اند. بررسی‌های منتقدان در ابتدا مثبت بود، به‌ویژه بابت سبک بصری، اما طرفداران تالکین احساسات ضد و نقیضی در رابطه با آن داشتند و به ساختار کلی آن انتقاد وارد شد. تفسیر این فصل حول محور واکنش‌های طرفداران تالکین، واکنش شدید آنلاین به بازیگران متنوع و مقایسه با مجموعهٔ فانتزی خاندان اژدها بود. این فصل جایزه‌ها و نامزدی‌های گوناگونی از جمله شش نامزدی در مراسم امی هنرهای خلاق دریافت کرد.

## قسمت‌ها
| شم. کلی | شم. در فصل | عنوان             | کارگردان            | نویسنده                                               | تاریخ پخش اصلی  |
| --- | ---------- | ----------------- | ------------------- | ----------------------------------------------------- | --------------- |
| ۱ | ۱          | «سایه‌ای از گذشته» | خوان آنتونیو بایونا | جی. دی. پین و پاتریک مک‌کی                             | ۱ سپتامبر ۲۰۲۲  |
| پس از اینکه ارباب تاریکی، مورگوت، شکست خورد، الف فین‌رود فلاگوند در حین جستجوی خدمتکار مورگوت یعنی سائورون درگذشت. خواهر فین‌رود، گالادریل، عهد بست که به جستجو ادامه دهد و قلعه متروکه‌ای را در زمین‌های بایر شمالی فرودوایت پیدا می‌کند که نشان سائورون را دارد. همراهان او اصرار دارند که به پایتخت الف‌ها، لیندون، بازگردند، که در آن پادشاه عالی، گیل-گالاد پایان جنگ علیه نیروهای مورگوت را اعلام می‌کند. او به گالادریل و سربازانش این افتخار را می‌دهد که به والینور بروند، که در آن‌جا می‌توانند زندگی ابدی در صلح داشته باشند. در مناطق جنوبی سرزمین میانه، الف‌ها مراقب انسان‌هایی هستند که از نسل متحدان مورگوت آمده‌اند. الف آروندیر با مخالفت دیگران رابطهٔ نزدیکی با پزشک انسان، برونوین، دارد. آنها با هم متوجه می‌شوند که شهر هوردن ویران شده است و در همین حین که پسر برونوین، تئو، شمشیری شکسته با نشان سائورون پیدا می‌کند. در نزدیکی والینور، گالادریل تصمیم می‌گیرد به عقب برگردد و به جستجوی سائورون ادامه دهد و از کشتی به دریاهای ساندرینگ بپرد. در همان زمان، دو هارفوت کنجکاو، نوری برندی‌فوت و پاپی پرادفلو، مردی عجیب را در داخل دهانهٔ شهاب‌سنگ پیدا می‌کنند. |            |                   |                     |                                                       |                 |
| ۲ | ۲          | «سرگردان»         | جی. ای. بایون       | جنیفر هاتچیسون                                        | ۱ سپتامبر ۲۰۲۲  |
| در حالیکه گالادریل شنا می‌کند تا به سرزمین میانه برگردد، با قایقی همراه انسان‌هایی مواجه می‌شود که از یک کشتی غرق شده نجات یافته‌اند. آنها از سوی یک موجود دریایی مورد حمله قرار می‌گیرند و تنها یکی زنده می‌ماند: هالبرند از سرزمین‌های جنوبی، که توضیح می‌دهد در حال فرار از دست اورک‌ها است. او و گالادریل با هم همکاری می‌کنند تا از طوفان جان سالم به در ببرند. نوری و پاپی غریبه را از دیگر هارفوت‌ها پنهان می‌کنند و به او غذا و سرپناه می‌دهند. او به زبان آن‌ها صحبت نمی‌کند، اما از کرم شب تاب و جادوی ظاهری استفاده می‌کند تا نشان دهد که در جستجوی صورت فلکی از ستارگان است. آروندیر تونل‌های زیر شهر هوردن را بررسی می‌کند و اسیر می‌شود. برانوین به شهر خود، تیرهاد، بازمی‌گردد، که در آن‌جا او و پسرش تئو مورد حمله یک اورک قرار می‌گیرند. آنها می‌توانند آن را بکشند و از سر آن به عنوان مدرکی برای خطر استفاده کنند تا بقیه شهر را متقاعد کنند که آن را ترک کنند. گیل-گالاد الف الروند را می‌فرستد تا به آهنگر بزرگ الف، کلبریمبور، که در حال برنامه‌ریزی برای ساختن یک نیروگاه جدید قدرتمند است، کمک کند. الروند پیشنهاد می‌کند که از دورف‌ها کمک بگیرند و نزد دوستش شاهزاده دورین چهارم در خازاد-دوم می‌رود. دورین از اینکه الروند ۲۰ سال است که به ملاقاتش نرفته است عصبانی است، اما همسرش دیزا او را متقاعد می‌کند تا پیشنهاد الروند را بشنود. |            |                   |                     |                                                       |                 |
| ۳ | ۳          | «آدار»            | وین چه ییپ          | جیسون کیهیل و جاستین دوبل                             | ۹ سپتامبر ۲۰۲۲  |
| گالادریل و هالبرند بر کشتی‌ای به ناخدایی الندیل سوار می‌شود. الندیل آن‌ها را به قلمرو جزیره‌ای نومنور می‌برد که از سوی انسان‌های از نسل برادر نیمه‌الف الروند، الروس، اداره می‌شود. روابط میان این جزیره و الف‌ها غیر دوستانه شده است، و نایب‌السلطنه جزیره، میریل، درخواست گالادریل برای بازگشتش به سرزمین میانه را رد می‌کند. گالادریل به همراه الندیل از کتابخانهٔ دانشنامه‌ای بازدید می‌کند و متوجه می‌شود که علامت سائورون در واقع نقشه‌ای از سرزمین‌های جنوبی است که در آن قلمرو جدیدی برای نیروهای اهریمنی‌اش برنامه‌ریزی شده است. او همچنین می‌فهمد که هالبرند — که پس از مبارزه با نومنوریان به زندان افتاده است — پادشاه سرزمین‌های جنوبی است. آروندیر به‌دست اورک‌ها دستگیر شده و به یک اردوگاه منتقل شده است که در حال حفر گذرگاه‌های زیرزمینی است تا اورک‌ها بتوانند در طول روز سفر کنند. هموطنان الف او نیز اسیر شده‌اند. در حالی که هارفوت‌ها برای مهاجرت فصلی خود آماده می‌شوند، غریبه در حالی که سعی می‌کند چند نقشه از ستاره را بخواند آشکار می‌شود. او هنگام مهاجرت با آنها می‌آید و واگن نوری را هل می‌دهد زیرا پدر مجروح او قادر به انجام این کار نیست. در حالی که آروندیر یک وارگ افسارگسیخته را می‌کشد، هم‌وطنانش در طی یک شورش کشته می‌شوند و آروندیر نزد رهبر اورک‌ها به نام آدار برده می‌شود. |            |                   |                     |                                                       |                 |
| ۴ | ۴          | «موج بزرگ»        | وین چه ییپ          | استفانی فولسوم و جی.دی. پین و پاتریک مک‌کی             | ۱۶ سپتامبر ۲۰۲۲ |
| درحالی که میریل به پالانتیری خیره می‌شود، میریل چشم‌اندازی از نابودی نومه‌نور توسط طوفان‌های شدید را می‌بیند. صدراعظم فارازون اختلاف بین نومه‌نوریان و الف‌ها را در میان مردم ترغیب می‌کند. هالبرند به خوبی گالادریل و سپس فارازون را به‌طور فریبکارانه مشاوره می‌دهد. گالادریل میریل را متقاعد می‌کند تا علیه اورک‌ها در سرزمین‌های جنوبی مبارزه کند و مقدمات جنگ آغاز می‌شود. ایسیلدور و دوستانش از آکادمی نیروی دریایی اخراج می‌شوند، اما سپس به نیروهای جنگی می‌پیوندند. سپس آدار ظاهر می‌شد که به نظر می‌رسد الفی زخم‌دیده از دوران قدیم است. آدار آروندیر را آزاد می‌کند تا به انسان‌هایی که در برج پناه برده‌اند، پیشنهاد تسلیم بدهد. اورک‌ها متوجه می‌شوند که دسته شمشیر اهریمنی که به دنبال آن هستند در برج است. دورف‌ها میتریل را پیدا کرده‌اند و آن را مخفی نگه می‌دارند، اما الروند این موضوع را متوجه می‌شود. پادشاه دورین سوم شاهزاده دورین چهارم را می‌فرستد تا بفهمد الف‌های لیندون مشغول چه کاری هستند. |            |                   |                     |                                                       |                 |
| ۵ | ۵          | «جدایی‌ها»         | وین چه ییپ          | جاستین دوبل                                           | ۲۳ سپتامبر ۲۰۲۲ |
| در حالی که غریبه با استفاده از جادو از نوری و دیگر هارفوت‌ها در برابر گله گرگ محافظت می‌کند، اما جادو به دستش می‌رساند. نوری سعی می‌کند به او کمک کند اما به‌طور تصادفی به ذهن او متصل می‌شود و او را با یک موج شوک می‌ترساند. در نومه‌نور، گالادریل، هالبرند را متقاعد می‌کند که پس از بازگویی نبردها و شکست‌هایش در برابر سائورون، عازم سرزمین میانه شود. در همان زمان، کمن، پسر فارازن، تلاش می‌کند تا کشتی‌های اعزامی را از بین ببرد، و معتقد است که گالادریل و میریل سقوط خواهند کرد و این باعث می‌شود که فارازن با حمایت مردم به قدرت برسد. با این حال، ایسیلدور او را می‌بیند و نجاتش باعث می‌شود که عضو کشتی شود. در لیندون، گیل گالاد دانش و قصد خود را برای استفاده از میتریل دورف‌ها برای گسترش وجود الف‌ها به الروند نشان می‌دهد. الروند این کشف را نزد دورین اعتراف کرد و آنها به خازاد-دوم بازگشتند تا پادشاه دورین را متقاعد کنند. در سرزمین‌های جنوبی، نیمی از مردم شهر خواسته‌های آدار را قبول می‌کنند و معتقدند که او سائورون است. تئو شمشیر شکسته را به آروندیر نشان می‌دهد، او متوجه می‌شود که این شمشیر کلیدی است برای کمک به انحراف سرزمین‌های جنوبی به قلمرو شیطانی سائورون. در حالی که مردم شهر باقیمانده برج مراقبت خود را به‌عنوان هدفی می‌بینند، برای نبرد با ارتش اورک آماده می‌شوند. |            |                   |                     |                                                       |                 |
| ۶ | ۶          | «اودون»           | کارلوت برندستروم    | نیکلاس آدامز و جاستین دوبل و جی.دی. پین و پاتریک مک‌کی | ۳۰ سپتامبر ۲۰۲۲ |
| آدار و ارتش اورک برج مراقبت را متروکه می‌یابند. در حالی که آن‌ها برج را جستجو می‌کنند، آروندیر برج را ویران می‌کند و باعث می‌شود که بر روی بسیاری از ارتش اورک‌ها فرو بریزد. مردم شهر از پایین دره به روستای دیگری نقل مکان کردند و برای حمله بعدی آماده می‌شوند. آروندیر تیغه شکسته را پنهان می‌کند، عشق خود را به برانوین ابراز می‌کند و قول زندگی مشترک پس از نبرد را می‌دهد. نبرد آغاز می‌شود و در حالی که روستاییان پیروز به نظر می‌رسند، بسیاری از دشمنانی که آنها کشته‌اند، در واقع مردمان خائن شهر بودند. ارتش واقعی اورک‌ها در تاریکی حمله می‌کند و تیرهایشان بسیاری را می‌کشد و برونوین را به شدت زخمی می‌کند. با کشته شدن تعداد بیشتری از روستاییان، تئو محل تیغه شکسته را به آدار نشان می‌دهد. ارتش نومه‌نوریان سوار بر اسب، با عبور از دریا، به روستا می‌رسند و شروع به کشتن اورک‌های باقی مانده می‌کند. آدار سعی می‌کند فرار کند، اما توسط گالادریل و هالبرند تعقیب می‌شود. آن‌ها از او بازجویی می‌کنند و او منشأ خود را موریوندور یا اوروک—الف‌هایی که توسط مورگوت گرفته شده و به تاریکی رفتند—اعلام می‌کند. او باعث خشم هر دوی آن‌ها می‌شود و خاطرهٔ کشتن خانواده هالبرند و سرزمین جنوبی را بازگو می‌کند و نیز ادعا می‌کند که سائورون را کشته است. همان‌طور که هالبرند به عنوان پادشاه سرزمین‌های جنوبی مورد ستایش قرار می‌گیرد، تئو متوجه می‌شود تیغهٔ شکسته‌ای که آن‌ها پیدا کرده‌اند یک طعمه است در حالی که تیغه واقعی توسط والدرگ، رهبر خائنان روستا، مخفیانه به برج مراقبت برده شده است. او تیغه را به مکان واقعی برد که باعث می‌شود دریاچه‌ها و آبراه‌ها در کل سرزمین‌های جنوبی تغییر کنند و به فوران آتشفشان منجر شود. |            |                   |                     |                                                       |                 |
| ۷ | ۷          | «چشم»             | کارلوت برندستروم    | جیسون کیهیل                                           | ۷ اکتبر ۲۰۲۲    |
| بازماندگان آتشفشان به اردوگاه می‌روند. میریل بینایی خود را از دست داده و ایسیلدور پس از تلاش برای نجات مردم ناپدید شد. پس از رسیدن به اردوگاه، تئو دوباره با برونوین و آروندیر متحد می‌شود و گالادریل از سوی میریل قول حمایت بیشتر نومه‌نوری‌ها برای شکست دشمن مشترکشان را می‌دهد. با این حال، الندیل از ظاهر گالادریل که باعث این اتفاقات شده است، به ویژه مرگ آشکار پسرش، خشمگین است. کاروان نوری دیگر هارفوت‌ها را می‌یابند که از نابودی بیشه خود در اثر فوران آتشفشان ناراحت هستند. تلاش غریبه برای از بین بردن آفت نتیجه‌ای ندارد اما روز بعد، کل درختان دوباره رشد کرده‌اند. در حالی که هارفوت‌ها خوشحال هستند، سه نفر مرموز که در جستجوی غریبه هستند نمایان می‌شوند. پس از تلاش نافرجام نوری برای گمراه کردن آن‌ها، این سه نفر کاروان‌ها را قبل از ادامه جستجو برای یافتن غریبه می‌سوزانند. در خازاد-دوم، پادشاه دورین سوم برای کمک به الف‌ها امتناع می‌کند و می‌گوید که عصر الف‌ها به پایان رسیده است. با رفتن الروند، دورین چهارم شاهد توانایی میتریل برای درمان بیماری الف است. او الروند را می‌آورد و خودش شروع به استخراج سنگ معدن می‌کند. درست زمانی که او به رگ میتریل عظیمی برخورد می‌کند، پادشاه دورین می‌رسد و الروند را تبعید می‌کند، و دورین چهارم را از حق امتیازش در معدن محروم می‌کند، هرچند که او نمی‌داند، یک بالروگ در اعماق زمین بیدار می‌شود. در دهکده ویران شده سرزمین جنوبی، آدار و ارتشش ادعای پیروزی می‌کنند و نام سرزمین را به موردور تغییر می‌دهند. |            |                   |                     |                                                       |                 |
| ۸ | ۸          | «آلیاژشده»        | وین چه ییپ          | جنیفر هاچیسون و جی.دی. پین و پاتریک مک‌کی              | ۱۴ اکتبر ۲۰۲۲   |
| گالادریل و هالبرندِ مجروح به ارگیون می‌رسند. هالبرند به کلبریمبور این ایده را می‌دهد که میتریل را با فلزات دیگر ترکیب کند تا استحکام آن افزایش یابد. گالادریل مشکوک می‌شود و دودمان سلطنتی سرزمین‌های جنوبی را بررسی می‌کند. در شرق، غریبه با سه نفر اسرارآمیز ملاقات می‌کند؛ آن‌ها از او به عنوان «ارباب سائورون» استقبال می‌کنند و متعهد شده‌اند که به او خدمت کنند. نوری و هارفوت‌ها موفق می‌شوند عصای جادویی رهبرشان را بدزدند، که سپس غریبه از آن برای بیرون راندن سه نفر به سوی تاریکی استفاده می‌کند. آن‌ها متوجه می‌شوند که غریبه سائورون نیست، بلکه یکی از ایستاری‌هاست. در ارگیون، گالادریل با هالبرند روبرو می‌شود و پی می‌برد که او پادشاه سرزمین جنوبی نیست، و هالبرند فاش می‌کند که سائورون است. گالادریل پیشنهاد او برای ملکه‌شدن و حکومت بر سرزمین میانه را رد می‌کند. سائورون بر گالادریل چیره شده و به موردور فرار می‌کند. گالادریل، الروند و کلبریمبور سه حلقه قدرت را می‌سازند که سائورون از نفوذ بر این سه برخوردار نیست. در میان هارفوت‌ها، غریبه و نوری تصمیم می‌گیرند برای کشف حقیقت در مورد قدرت‌هایش، به شرق یعنی رون سفر کنند. غریبه که مطمئن نیست از کدام راه باید برود، مسیری را بر اساس بوی خوب هوا انتخاب می‌کند و به نوری توصیه می‌کند که در صورت شک، «همیشه به دماغت اتکا کن». |            |                   |                     |                                                       |                 |

## بازیگران و شخصیت‌ها

### الف‌ها
- مورفید کلارک در نقش گالادریل:
 مبارز الفی که عقیده دارد اهریمن در حال بازگشت به سرزمین میانه است.[۴] این مجموعه سفر این شخصیت از مبارز به یک «دولتمرد ارشد» را نشان می‌دهد که مانند ارباب حلقه‌های تالکین به تصویر کشیده شده است. شورانرهای مجموعه ظاهر این شخصیت را مبتنی بر نامه‌ای که تالکین گالادریل جوان را به‌عنوان «خلق و خوی آمازون» توصیف کرد، ساخته‌اند.[۵] کلارک گفت که تسلط او به زبان ولزی یادگیری دیالوگ‌های به زبان الفی گالادریل را آسان‌تر کرده است.[۶] املی چایلد-ویلیرز گالادریل جوان را به تصویر می‌کشد.[۷]
- رابرت آرمایو در نقش الروند
- بنجامین واکر در نقش گیل-گالاد
- اسمیل کروز کردوا در نقش آروندیر
- چارلز ادواردز در نقش کلبریمبور

### انسان‌ها
- نازنین بنیادی در نقش بران‌وین
- لوید اوون در نقش الندیل
- سینتیا آدای-رابینسون در نقش میریل
- تریستان گرول در نقش فارازان
- مکس بالدری در نقش ایسیلدور
- ایما هوروات در نقش ارین
- لیون وادهم در نقش کمن
- چارلی ویکرز در نقش هالبرند

### دورف‌ها
- اوین آرتور در نقش دورین چهارم
- سوفیا نوموته در نقش دیسا

### هارفوت‌ها
- لنی هنری در نقش سادک باروز
- سارا زوانگوبانی در نقش مریگلد برندی‌فوت
- دیلن اسمیت در نقش لارگو برندی‌فوت
- مارکلا کاونا در نقش النور «نوری» برندی‌فوت
- مگان ریچاردز در نقش پاپی پرادفلو

### دیگر نژادها
- دانیل ویمن در نقش غریبه: یکی از ایستاری
- چارلی ویکرز در نقش سائورون
- جوزف ماول در نقش آدار

## بازخورد

### شمار بینندگان
آمازون اعلام کرد که دو قسمت نخست حلقه‌های قدرت در طول ۲۴ ساعت پس از انتشار در پرایم ویدیو توسط ۲۵ میلیون بیننده در سراسر جهان تماشا شده است. این شرکت گفت که این پربیننده‌ترین افتتاحیهٔ این سرویس بوده است. این نخستین باری بود که آمازون داده‌های بینندگان پرایم ویدیو را به‌طور عمومی اعلام کرد و شرکت مشخص نکرد که کاربر چه مقدار از یک قسمت را باید تماشا کند تا به عنوان بیننده حساب شود. جنیفر سالک، رئیس استودیو آمازون در اواخر سپتامبر ۲۰۲۲ اعلام کرد که نزدیک به ۱۰۰ میلیون مخاطب این مجموعه را تماشا کرده‌اند.
شرکت تجزیه و تحلیل سمبا تی‌وی، که داده‌ها را از تلویزیون‌های هوشمند و ارائه‌دهندگان محتوا جمع‌آوری می‌کند، گزارش داد که ۱٫۸ میلیون خانواده آمریکایی نخستین قسمت حلقه‌های قدرت را ظرف چهار روز پس از انتشار آن تماشا کردند. این رقم برای قسمت دوم به ۱٫۳ میلیون کاهش یافت، که نشان می‌دهد تقریباً یک چهارم مخاطبان ترجیح دادند تماشای قسمت بعدی را خودداری کنند. نیلسن تخمین زد که حلقه‌های قدرت در طول چهار روز نخست توسط ۱۲٫۶ میلیون بیننده در ایالات متحده تماشا شده است. همچنین بیان کرد که این نمایش به مدت ۱٫۲۵۳ میلیارد دقیقه در هفته ۲۹ اوت تا ۴ سپتامبر در ایالات متحده پخش شده و رتبه اول را در بین عناوین اصلی و کلی کسب کرد. این اولین باری بود که مجموعه‌ای از آمازون در صدر جدول نیلسن قرار گرفت. همچنین برای هفته ۵ تا ۱۱ سپتامبر، ۱٫۲۰۳ میلیارد دقیقه مشاهده شد و در رتبه چهارم قرار گرفت. داده‌های شرکت تحلیلی MUSO نشان می‌دهد که این مجموعه برای هفته ۶ تا ۱۲ سپتامبر دومین برنامه تلویزیونی غیرقانونی تماشاشده در جهان بوده است که ۲۵٫۳ درصد از کل دانلودها و پخش‌های بدون مجوز را به خود اختصاص داده است.

### واکنش منتقدان
ارباب حلقه‌ها: حلقه‌های قدرت در وبگاه نقد و بررسی راتن تومیتوز بر اساس نظر ۴۹۱ منتقد، امتیاز ۸۳٪  را کسب کرده است. اجماع منتقدان این وبگاه می‌گوید: «این ممکن است هنوز نمایش یگانه برای حکم راندن بر تمامشان نباشد، اما حلقه‌های قدرت با ارائهٔ باشکوه و مجسم‌سازی صمیمانهٔ سرزمین میانه افسون می‌کند.» این مجموعه در متاکریتیک، که از میانگین وزنی استفاده می‌کند، بر اساس نظر ۴۰ منتقد امتیاز ۷۱ از ۱۰۰ را کسب کرده که نشان‌گر «بازبینی‌های به‌طور کلی مطلوب» است.
دو قسمت اول به‌طور کلی نقدهای مثبتی از سوی منتقدان دریافت کرد و جلوه‌های بصری و موسیقی آن را ستایش کردند اما ریتم و شخصیت‌پردازی آن نقد شد. کوین پری از ایندیپندنت این مجموعه را ستایش کرد و گفت که «در ضمایم ارباب حلقه‌های جی‌آرآر تالکین کاوش می‌کند و به طلا می‌رسد.» اما دارن فرانیچ از انترتینمنت ویکلی، ضمن انتقاد از شخصیت‌پردازی گالادریل، نظر منفی خود را بیان کرد و آن را «فاجعه‌ای خاص از پتانسیل‌های ویران‌شده» خواند.

### واکنش مخاطبان
آمازون یک روز پس از نمایش مجموعه نظرات را به مدت ۷۲ ساعت در پرایم ویدئو بررسی کرد تا مطمئن شود که هر نقد «مشروع» است و از سوی ترول‌های اینترنتی منتشر نمی‌شود. جیمز هیبرد از هالیوود ریپورتر این اقدام را غیرعادی خواند، اما آمازون اعلام کرد که این سیاستی است که این شرکت برای همه سریال‌هایش در اوایل سال مطرح کرده بود. جیمز هیبرد گفت که این موضوع تا حدی به دلیل نظرات بمبارانی کاربرانی است که «بررسی‌های منفی متعددی را به‌دلیل مسائل فرهنگی یا سیاسی مفروض به جای کیفیت واقعی» ارسال می‌کردند. اما، هیبرد دریافت که بخش عمده‌ای نقدهای منفی بر دلایل دیگری مانند داستان، بازیگری و سرعت و روند متمرکز است. او عقیده داشت که اگر مجموعه بتواند «کیفیت ثابتی را در گذر زمان ارائه دهد… [و] مردم را قانع کند» به شیوه‌ای مشابه با مجموعهٔ شی‌هالک: وکیل دادگستری از شبکهٔ دیزنی پلاس رتبهٔ مخاطبان افزایش می‌یابد.

### واکنش دربارهٔ انتخاب بازیگران
بازیگر مجموعه، لنی هنری، در اکتبر ۲۰۲۱ گفت که او و سایر رنگین‌پوستان در نقش هارفوت‌ها انتخاب شده‌اند که با توصیف تالکین از هارفوت‌ها به‌عنوان «پوست قهوه‌ای‌تر» مطابقت دارد. چندین بازیگر غیرسفیدپوست نیز برای اولین‌بار در این مجموعه در نقش الف‌ها و دورف‌ها انتخاب شدند. پس از اعلام این موضوع از طریق اعلان‌ها و تصاویر تبلیغاتی، آمازون واکنش‌های شدیدی از سوی کاربران رسانه‌های اجتماعی دریافت کرد که از این تصمیم انتخاب بازیگران شکایت داشتند. از جمله استدلال‌ها مبنی بر این بود که تالکین تنها الف‌ها، کوتوله‌ها و هابیت‌ها را سفید توصیف می‌کرد و بنابراین این انتخاب بی‌احترامی به نوشتارهای او بوده است. حساب‌های رسمی این مجموعه در شبکه‌های اجتماعی برخی از نظرات که نژادپرستانه بودند را حذف کرد.